# Baixo Carabaque
O Baixo Carabaque (em azeri:  Düzən Qarabağ) ou Campo de Artsaque (em armênio/arménio:  Դաշտային Արցախ) é a parte oriental e plana de Carabaque, uma região histórica e geográfica na Transcaucásia oriental. Atualmente, a população do Baixo Carabaque, que faz parte do Azerbaijão, é predominantemente azerbaijana.
Parte deste território (a cidade de Agdam e parte do distrito de Agdam) desde o início da década de 1990 até 2020 esteve sob o controle de formações armadas da não reconhecida República de Artsque. Após a Segunda Guerra do Alto Carabaque, o território foi devolvido ao controle do Azerbaijão.